# Rendez-vous con la morte
Rendez-vous con la morte (Entangled) è un film del 1993 diretto da Max Fischer.
È un adattamento cinematografico della novella francese Les Veufs scritta da Pierre Boileau e Thomas Narcejac, girato in Québec a Montréal.

## Trama
Un'auto e un camion hanno un incidente e la giovane donna seduta sul sedile posteriore dell'auto muore. Il film quindi ripercorre con la tecnica del flashback gli avvenimenti che hanno portato a quel tragico evento.

David Merkin, uno scrittore che vive a Parigi, è l'autista dell'auto e la donna che muore nell'incidente è Annabelle, una modella di fama internazionale e sua fidanzata. David, che ha scritto una novella spedita anonimamente ad una competizione, incontra e si innamora di Annabelle, ma l'amore di David per la donna è un amore impossibile, e la gelosia e la diffidenza verso il suo amico fotografo Max, porteranno di fatto all'assassinio di Annabelle. Nel corso del film infatti si rivela un triangolo di lotta e passione tra due uomini: David e Garavan, entrambi morbosamente innamorati della donna.

### Titoli alternativi
- Fatal Attack, titolo Inglese ed Europeo
- Labyrinth - Liebe ohne Ausweg in Germania (titolo pellicola)
- Von Begierde getrieben in Germania (titolo tv)
- Les Veufs in Francia
- Mördande raseri in Svezia
- Triângulo Mortal in Portogallo
- Triángulo mortal in Venezuela